# Matthew Boling
Matthew Boling, né le 20 juin 2000 à Houston, est un athlète américain, spécialiste des épreuves de sprint.

## Biographie

### Débuts

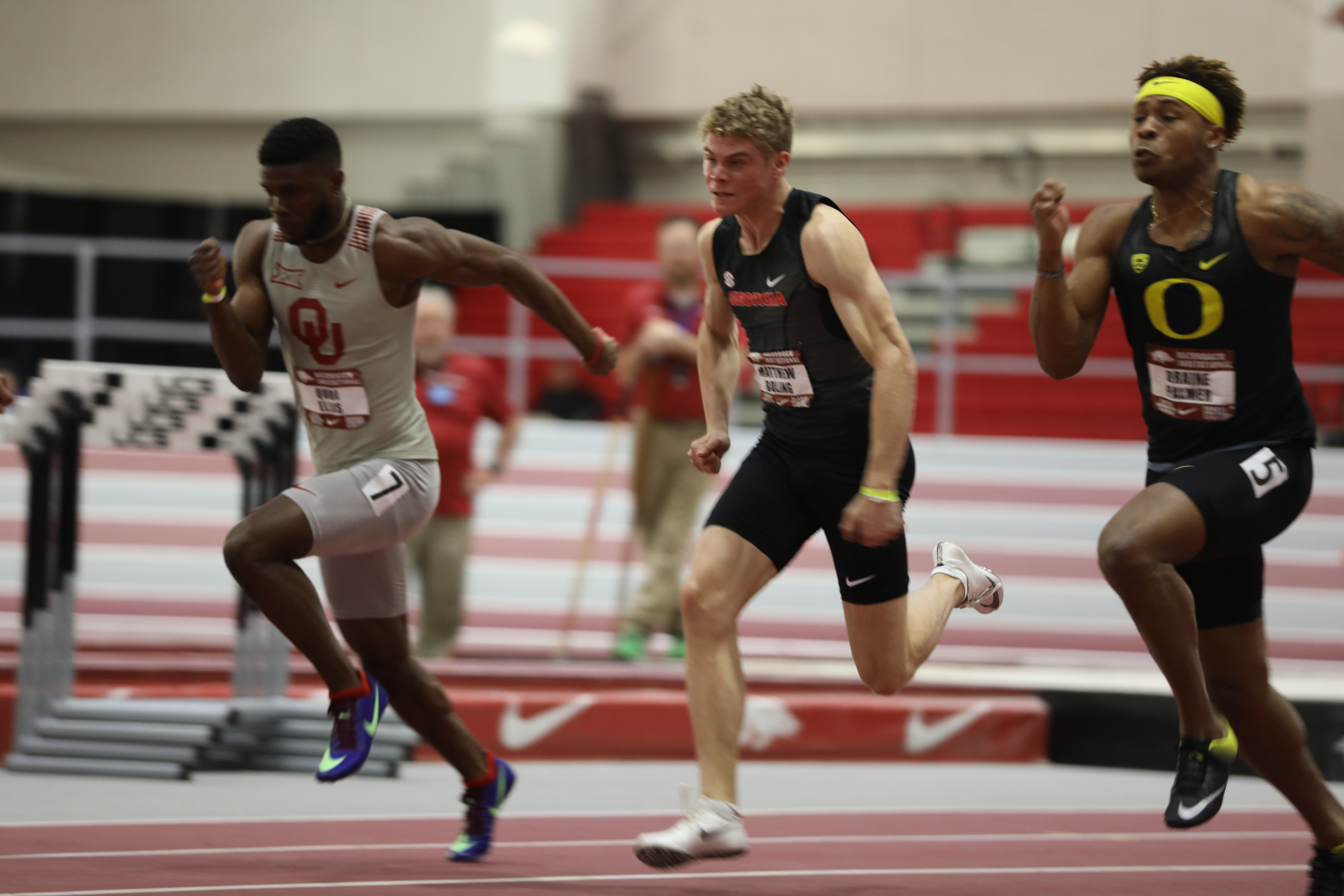
Matthew Bolling (au centre) en 2020 lors d'une compétition universitaire américaine.

Il obtient la médaille d’argent sur relais 4 × 400 m lors des championnats du monde juniors 2018 à Tampere. 
Le 19 avril 2019, il porte son record personnel sur 100 m à 10 s 11 à League City, avant de descendre sous les 10 secondes mais avec vent trop favorable. Le 12 mai 2019, à Austin, il court le 100 m en 10 s 13 avec vent mesuré puis termine le relais 4 × 400 m avec une fraction de 44 s 74. Le 25 juin 2019 à Miramar, il remporte les Championnats nationaux juniors sur 100 m et sur 200 m, en portant son record personnel sur cette dernière distance à 20 s 36.
Il remporte quatre médailles d'or lors des championnats panaméricains juniors 2019, à San José (Costa Rica), sur 100 m, 200 m, 4 × 100 m et 4 × 400 m. Il établit de nouveaux records du monde juniors dans les deux épreuves de relais. 
Étudiant à l'Université de Géorgie, il remporte sous les couleurs des Bulldogs de la Géorgie les titres NCAA en salle du 200 m en 2021 et 2023.

### Deux titres mondiaux en relais (2023)
Lors de la saison 2022, il descend pour la première fois sous les 10 secondes sur 100 m (9 s 98) et sous les vingt secondes sur 200 m (19 s 92). Il réalise par ailleurs la performance de 8,25 m au saut en longueur.
En 2023 lors des championnats du monde de Budapest, Matthew Bolling s'impose dans l'épreuve du relais 4 × 400 m mixte en compagnie de Justin Robinson, Rosey Effiong et Alexis Holmes en établissant un nouveau record du monde en 3 min 8 s 80. Il remporte par ailleurs la médaille d'or du relais 4 × 400 mètres grâce à sa participation aux séries.
Lors des championnats du monde en salle 2024 à Glasgow, il remporte la médaille d'argent du relais 4 × 400 m en compagnie de Jacory Patterson, Noah Lyles et Christopher Bailey, l'équipe des Etats-Unis s'inclinant face à la Belgique. Aux Relais mondiaux 2024 disputés en mai 2024 Nassau, il décroche la médaille d'or du relais 4 × 400 m mixte avec Lynna Irby, Willington Wright et Kendall Ellis. Le 11 mai 2024 à Kingston, Boling établit le temps de 44 s 88 sur 400 m et devient le septième athlète de l'histoire à descendre à la fois sous les 10 secondes sur 100 m, sous les 20 secondes sur 200 m et sous les 45 secondes sur 400 m.

## Palmarès
| Date | Compétition                        | Lieu     | Résultat | Épreuve         | Temps                    |
| ---- | ---------------------------------- | -------- | -------- | --------------- | ------------------------ |
| 2018 | Championnats du monde juniors      | Tampere  | 2e       | 4 × 400 m       |                          |
| 2019 | Championnats panaméricains juniors | San José | 1er      | 100 m           | 10 s 11                  |
| 2019 | Championnats panaméricains juniors | San José | 1er      | 200 m           | 20 s 31                  |
| 2019 | Championnats panaméricains juniors | San José | 1er      | 4 × 100 m       | 38 s 62                  |
| 2019 | Championnats panaméricains juniors | San José | 1er      | 4 × 400 m       | 2 min 59 s 30            |
| 2023 | Championnats du monde              | Budapest | 1er      | 4 × 400 m mixte | 3 min 8 s 80             |
| 2023 | Championnats du monde              | Budapest | 1er      | 4 × 400 m       | Participation aux séries |
| 2024 | Championnats du monde en salle     | Glasgow  | 2e       | 4 × 400 m       | 3 min 2 s 60             |
| 2024 | Relais mondiaux                    | Nassau   | 1er      | 4 × 400 m mixte | 3 min 10 s 73            |

## Records
| Épreuve          | Temps               | Lieu            | Date            |              |
| En plein air     | En plein air        | En plein air    | En plein air    | En plein air |
| ---------------- | ------------------- | --------------- | --------------- | ------------ |
| 100 m            | 9 s 98 (+ 1,6 m/s)  | Gainesville     | 16 avril 2022   |              |
| 200 m            | 19 s 92 (- 0,9 m/s) | Atlanta         | 23 avril 2022   |              |
| 400 m            | 44 s 98             | Kingston        | 11 mai 2024     |              |
| 4 × 100 m        | 38 s 54             | Eugene          | 11 juin 2021    |              |
| 4 × 400 m        | 2 min 58 s 47       | Budapest        | 26 août 2023    |              |
| 4 × 400 m mixte  | 3 min 8 s 80 (WR)   | Budapest        | 19 août 2023    |              |
| En salle         |                     |                 |                 |              |
| 60 m             | 6 s 56              | Birmingham      | 11 mars 2022    |              |
| 400 m            | 45 s 47             | Clemson         | 9 février 2024  |              |
| 4 × 400 m        | 3 min 2 s 59        | College Station | 26 février 2022 |              |
| Saut en longueur | 8,25 m              | Clemson         | 14 janvier 2022 |              |